# بیتی گواد
بیتی گواد (انگلیسی: Beattie Goad؛ زادهٔ ۳۱ مهٔ ۱۹۹۷) بازیکن فوتبال اهل استرالیا است.
وی همچنین در تیم‌های ملی فوتبال Australia women's national under-17 soccer team, Australia women's national under-20 soccer team، و زنان استرالیا بازی کرده‌است.